# La Gifle (film, 1974)
Pour les articles homonymes, voir La Gifle.
Pour plus de détails, voir Fiche technique et Distribution.
La Gifle est un film franco-italien réalisé par Claude Pinoteau, sorti en 1974.

## Synopsis
Jean Douélan, séparé de son épouse sans être divorcé, élève seul sa fille Isabelle, étudiante en première année de médecine. Celle-ci veut prendre son indépendance et s'installer avec Marc, son ami. Alors qu'elle a échoué dès la première épreuve du concours de fin d'année, une violente dispute éclate entre le père et la fille, dispute qui se termine par une gifle. Isabelle fugue et part rejoindre sa mère Hélène au Royaume-Uni avec Rémy, un ami.

## Fiche technique
- Titre : La Gifle
- Réalisation : Claude Pinoteau
- Assistant-réalisateur : Élie Chouraqui
- Scénario : Jean-Loup Dabadie et Claude Pinoteau
- Photographie : Jean Collomb
- Montage : Marie-Josèphe Yoyotte
- Musique : Georges Delerue
- Décors : Pierre Guffroy
- Photographe de plateau : André Perlstein
- Production : Alain Poiré
- Sociétés de production : Gaumont International, Les Productions 2000, Euro-International Films
- Régleur de cascades : Rémy Julienne, Odile Astié de l'équipe Claude Carliez
- Générique : C.T.G
- Pays d'origine :  France,  Italie
- Format : couleur - 1,66:1 - Mono - 35 mm
- Genre : comédie dramatique
- Durée : 104 minutes
- Tournage : 17 avril 1974 au 30 juin 1974
- Date de sortie : 23 octobre 1974 (France).

## Distribution
- Lino Ventura : Jean Douélan
- Isabelle Adjani : Isabelle Douélan
- Francis Perrin : Marc Morillon
- Annie Girardot : Hélène Douélan
- Jacques Spiesser : Rémy Abeillé
- Georges Wilson : Pierre
- Nicole Courcel : Madeleine
- Nathalie Baye : Christine Abeillé
- Xavier Gélin : Xavier
- Robert Hardy : Robert Dickinson
- Michel Aumont : Charvin
- Jacques Maury : Rabal
- Richard Berry : un étudiant
- Janine Souchon : la monitrice d'auto-école
- Robert Dalban : le concierge du lycée
- Sylvain Lévignac : le flic en civil (non crédité)
- Francis Lemaire : inspecteur
- Annick Alane : la femme de ménage
- Charles Gérard : le voisin de Christine
- Paul Bisciglia : un serveur
- André Dussollier : un joueur de foot
- Élie Chouraqui : un étudiant
- Martin Lartigue : le facteur en triporteur (non crédité)
- Arlette Gordon : l'agent immobilier (non créditée)

## Distinctions
- Prix Louis-Delluc en 1974
- Prix spécial pour Isabelle Adjani lors des Prix David di Donatello 1975.

## Autour du film
- Lorsque Isabelle, fugitive, arrive en Angleterre où réside Hélène, sa mère, au « Rosewood Manor », la sonnerie du manoir reproduit le prélude de la grande cloche de la tour d'horloge Big Ben du palais de Westminster, lequel prélude fut ré-utilisé, par exemple, dans l'introduction de la chanson Let Them In de Paul McCartney.
- La moto du film est une 350 Motobecane (siglée Motoconfort sur le réservoir). Or à 1 h 22 m 7 s, lors de la cascade, rétrospective de l'accident, l'on aperçoit un tout autre modèle (125 BSA BANTAM)
- La fameuse gifle donnée par Lino Ventura à Isabelle Adjani fut réelle, par accident, et manqua d'assommer l'actrice. Il faut préciser que Ventura, qui s'en excusa, avait été lutteur et catcheur dans les années 1950.
- Nathalie Baye trouve ici son quatrième rôle au cinéma. Richard Berry et André Dussollier, devenus célèbres par la suite, font par ailleurs de courtes apparitions.